# 可怕的動物

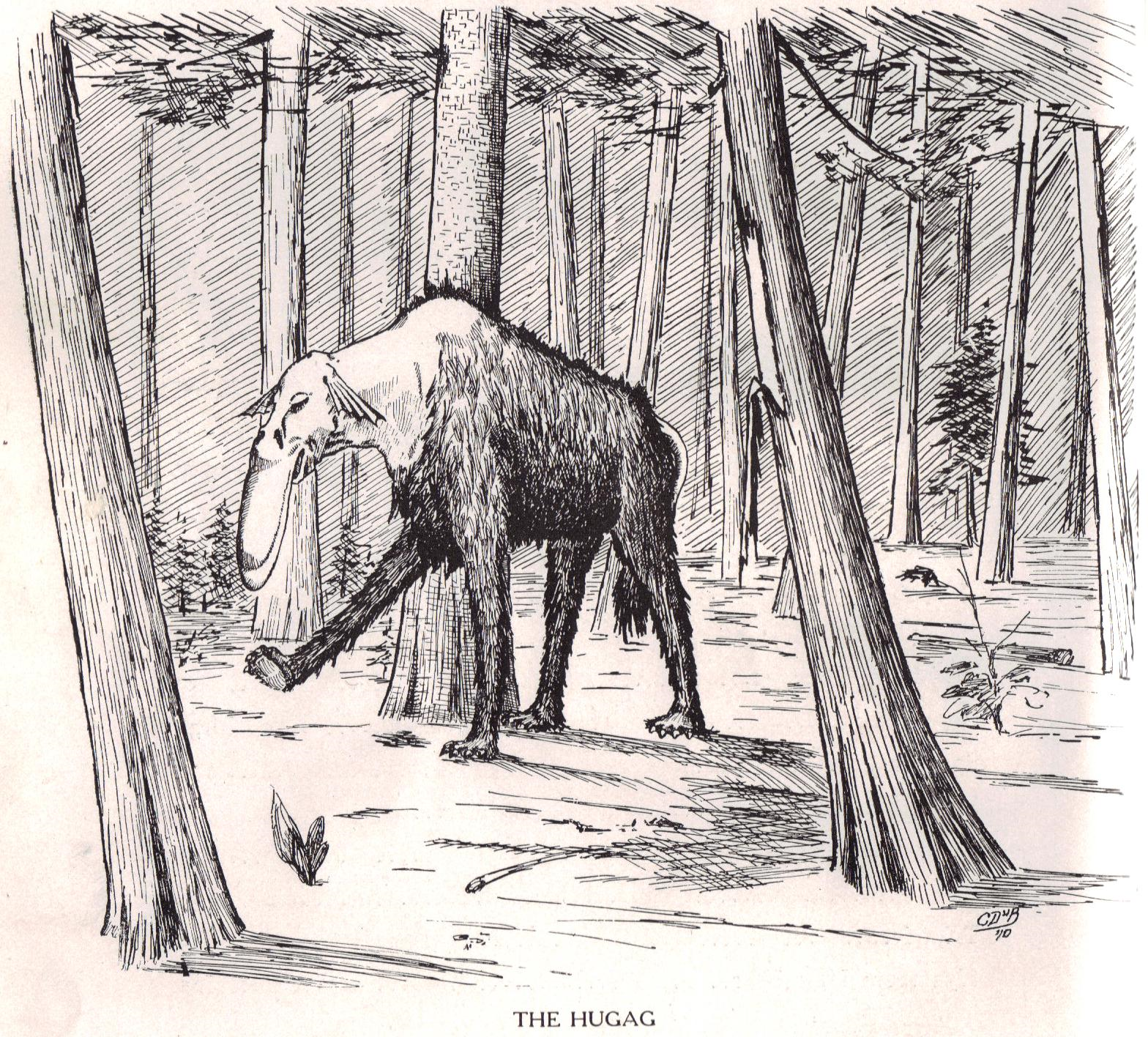
hugag，一個典型的可怕的動物。

可怕的動物（英文：Fearsome critters）是指早期北美伐木者民俗傳説中所流傳的幻想生物。

## 其他美洲传说生物
野獸
- 旺普斯貓（英语：Wampus cat）：一種流傳于美國的民間傳説生物，亦是美國多個教育機構的吉祥物。[4]
- 臭鼬猿：一種出沒於美國佛羅里達州、北卡羅來納州與阿肯色州的人型神秘生物，它得名於身上令人作嘔的氣味。[5]
- 濕眶客：一種流傳在伐木工人傳說中的生物，據稱居住在賓州北部鐵杉木林裏。濕眶客的傳說可能起源於19世紀晚期，其時賓州正處於伐木工業的高峰期，並在伐木業中佔有極重要的一席之地。[6]
- 球尾貓（英语：Ball-tailed cat）：一種類似美洲獅的動物，但尾部末端有著尾錘，這種生物的故事主要流傳于20世紀初。[7]
- 霍達格（英语：Hodag）：一種出沒于威斯康辛州萊茵蘭德（英语：Rhinelander, Wisconsin）的生物，起源于1893年尤金·謝潑德（Eugene Shepard）的惡作劇。[8]目前霍達格已經是萊茵蘭德的標志，它是萊茵蘭德高中（英语：Rhinelander High School）的吉祥物，霍達格音樂節（英语：Hodag Country Festival）以及其它一些企業與組織也有使用「霍達格」這個名稱，同時萊茵蘭德還建立有它的雕塑。
- 澤西惡魔：一種傳說中的兩足有蹄類飛行生物，身長1至1.8公尺、全身覆蓋黑色毛髮、頭部似馬、以及深紅色的眼睛、蝙蝠般的翅膀。據傳出沒於南新澤西州的松林泥炭地。
- hugag：外貌像駝鹿般的生物，重達三頓，四足筆直無法彎曲，頭部無毛髮覆蓋且嘴唇嚴重下垂。[9]
- Teakettler（英语：Teakettler）：流傳于威斯康辛州與明尼蘇達州的傳説生物，外貌是一隻長有貓耳的小狗，它的聲音如同沸騰的水壺，衹有很少的伐木者曾目擊過這種動物。[10]
- Glawackus（英语：Glawackus）：19世紀至20世紀初流傳于美國康乃狄克州的民間傳説生物，它通常被描述一隻大貓或狗，亦有目擊者認爲部分特徵類似熊。[11][12]
- 加卡洛普：北美傳説中長有鹿角的兔子，原型可能是患有棉尾兔乳頭瘤病毒（英语：Shope papilloma virus）的野兔。[13]
- Agropelter（英语：Agropelter）：居住于緬因州至俄勒岡州温带针叶林的傳説生物，使用樹枝與木塊攻擊入侵者，造成許多伐木工人死亡。[14][15]
- Dungavenhooter：居住于緬因州與密芝根州一種類似鰐魚的生物，擁有巨大的鼻孔，會于灌木叢中襲擊伐木者。[16][17]
- Funeral Mountain Terrashot：19世紀至20世紀初流傳于北美的幻想生物，它們的模樣如同長有四條腿的棺材，據傳曾有一群摩門教徒在加利福尼亞州葬禮山（英语：Funeral Mountains）遇見過這種生物。[18][19]
- Sidehill gouger（英语：Sidehill gouger）：北美民俗傳説生物，這種生物一側的腿比另一側長，因此可以在陡峭的山坡行走，但衹能向著一個方向。如果Sidehill gouger被驅趕至平原，那麽它將陷入無盡圓形路徑中。[20][21][22]
- Splintercat（英语：Splintercat）：美國的民俗傳説生物，一種大型夜間貓科動物，以堅固的頭部撞倒樹木。[23][24]
- Axehandle hound（英语：Axehandle hound）：流傳于美國明尼蘇達州、威斯康辛州的民俗傳説生物，這是一種外形呈斧頭形狀的狗。[7][25]

魚
- 毛皮鱒魚：流傳于北美的民俗傳説生物，一種長有毛髮的魚類。[26]

蛇
- Hoop snake（英语：Hoop snake）：流傳于美國、加拿大與澳大利亞民俗傳説中的蛇類，據説這種蛇可以銜住像輪子一般滚动，并且使用帶毒的尾巴殺死獵物，如果遇見它，唯一逃脫的方法是躲至樹后。[27][28]
- Joint snake（英语：Joint snake）：美國南部民俗傳説中的蛇類，[29]據説這種蛇可以自行將身體斷開與重組，[30]有理論認爲Joint snake可能是脆蛇蜥。

## 关联条目
- 傳說生物列表
- 神秘生物列表
- Snipe hunt（英语：Snipe hunt）
- 掉落熊
- Fearsome Creatures of the Lumberwoods, With a Few Desert and Mountain Beasts（英语：Fearsome Creatures of the Lumberwoods, With a Few Desert and Mountain Beasts）

## 外部連結
- Fearsome Critter Database (En) （页面存档备份，存于）
- Fearsome Creatures of the Lumberwoods by William T. Cox -免費在綫電子書（英文）